# کیارا فرانی
کیارا فرانی (ایتالیایی: Chiara Ferragni؛ زادهٔ ۷ مهٔ ۱۹۸۷) وبلاگ‌نویس، و مدل و اینفلوئنسر اهل ایتالیا است.
او با روش بازاریابی تأثیرگذار، همکاری‌های زیادی با برندهای مد و زیبایی مثل پانتین و تادس داشته است. او در سال ۲۰۱۷ در جایگاه اول لیست قوی‌ترین اینفلوئنسرهای مد مجله‌ی فوربز قرار گرفت.

## زندگی‌نامه
فرانی در ۷ می ۱۹۸۷ در کرمونا متولد شد. او فعالیت حرفه‌ای خود را به عنوان یک وبلاگ‌نویس در زمینه مد در سال ۲۰۰۹ آغاز « One of the biggest breakout street-style stars of the year» معرفی کرد. تعداد بازدیدهای وبلاگ او به بیش از ۱۲ میلیون بازدیدکننده منحصر به فرد رسیده بود. در سال ۲۰۱۳، او برنده جوایز زیادی در جشنواره‌های وبلاگ‌نویسان شد. 
او یک کتاب الکترونیکی به زبان ایتالیایی منتشر کرده است. در سال ۲۰۱۴ او از تجارت خود ۸ میلیون دلار درآمدزدایی کرد. او در ۵ اکتبر ۲۰۱۹ در اینستاگرام بیش از ۱۷ میلیون دنبال‌کننده داشت.